# James C. Dice
James C. Dice (1957) es un botánico estadounidense. Desarrolla actividades académicas en la Universidad de California en San Diego.

## Honores
Miembro de
- American Society of Plant Taxonomy
- Botanical Society of America
- International Association of Plant Taxonomy
- International Bromeliaceae Society
- Asociación Latinoamericana de Botánica
- La abreviatura «Dice» se emplea para indicar a James C. Dice como autoridad en la descripción y clasificación científica de los vegetales.[3]

## Fuente
- Field Museum